# Evángelosz Delakasz
Evángelosz Jánisz Delakasz (görögül: Βαγγέλης Γιάννης Δελακάς) (Athén, 1985. február 8. –) világbajnoki-, valamint világliga bronzérmes görög válogatott vízilabdázó, bekk, az Olimbiakósz SZFP játékosa.

## Sportpályafutása
Gyermekkorában az Argostoli csapatában kezdett vízilabdázni. A felnőtt bajnokságban a Poseidon Ilision együttesénél mutatkozott be. 2004-ben az Olimbiakósz SZFP-hez szerződött. 2011-ben az NO Vuliagménisz csapatához igazolt, melynél egy szezont töltött és bajnoki címet szerzett, majd újra az Olimbiakósz játékosa lett. Tagja volt nemzete válogatottjának a 2015-ös kazanyi rendezésű világbajnokságon, ahol bronzérmet szerzett, majd 2017-ben szintén bronzérmes lett a világigán.

## Eredmények

### Klubbal

#### Olimbiakósz SZFP
- Görög bajnokság: Aranyérmes (2004-05), (2006-07), (2007-08), (2008-09), (2009-10), (2010-11), (2012-13), (2013-14), (2014-15), (2015-16), (2016-17)
- Görög kupa: Aranyérmes (2005-06), (2006-07), (2007-08), (2008-09), (2009-10), (2010-11), (2012-13), (2013-14), (2014-15), (2015-16)
- LEN-bajnokok ligája: Ezüstérmes (2015-2016)

#### NO Vuliagménisz
- Görög bajnokság: Aranyérmes (2011-12)

### Válogatottal
- Világbajnokság: Bronzérmes (Kazany, 2015)